# زددی‌اف‌اینفو
زددی‌اف‌اینفو (به آلمانی: ZDFinfo) یک کانال تلویزیونی مستند رایگان آلمانی است که متعلق به زددی‌اف می‌باشد. این کانال در ۲۷ اوت ۱۹۹۷ با نام زددی‌اف‌اینفوکانال راه‌اندازی شد و در ۵ سپتامبر ۲۰۱۱ به زددی‌اف‌اینفو تغییر نام داد. در ۱ مهٔ ۲۰۱۲، پخش همزمان با کیفیت بالا از این کانال آغاز شد.